# 독일-바베이도스 관계
독일-바베이도스 관계(독일어: Barbadisch-deutsche Beziehungen)는 독일과 바베이도스에 관한 전반적인 관계를 의미한다. 바베이도스는 독일 베를린에 대사관을 두고 있으며 독일은 포트오브스페인에 동부 카리브해에 대사관이 있다.

## 역사
1620년대 후반에서 1966년까지 바베이도스는 영국 제국의 일부분을 구성했으며 우세한 지역적 기반이었다. 세계 1,2차 대전 중에 많은 바베이도스 군대가 영국 군대와 함께 독일과 싸우기 위해 배치되었다. 바베이도스와 독일은 1967년 3월 14일에 외교 관계를 맺었다.

## 경재와 무역
바베이도스 소설가 Austin Clarke에 따르면, 바베이도스는 독일에 의해 세계 무역으로부터 차단된 후 경제적 고난을 겪었다.
바베이도스와 독일의 경제 무역은 매우 중요하지는 않았지만, 독일 정부는 바베이도스에 기반을 둔 카브리해 발전 은행(CDB)의 주된 이해관계자 중 하나였다.
2008년 바베이도스는 유럽연합과 경제 조합을 맺었다.
바베이도스에서 독일의 여행자들이 돈을 쓰면서 바베이도스는 상당한 소득을 올렸다.
2002년 독일인의 바베이도스로의 여행이 23퍼센트까지 감소했다.
바베이도스의 주된 수출품은 농산품이다.

## 조약
바베이도스 정부와 독일 연방국의 정부는 1994년 12월 2일에 상호 증진과 투자 보호에 관한 조약을 맺었다.
단기 체류용 비자 약화 조약은 2009년 5월 28일 맺었다.

## 참조 문헌
1. ↑  트리니다드 토바고의 수도
2. ↑  “Germany and the East Caribbean Region”. 2013년 11월 1일에 원본 문서에서 보존된 문서. 2013년 10월 30일에 확인함.
3. ↑  Metzgen, Humphrey (2007). 《Caribbean wars untold》. University of West Indies Press. ISBN 976-640-203-5.
4. ↑  Clarke, Austin (2000). 《Pig Tails'n Breadfruit: A Culinary Memoir》. Random House of Canada. ISBN 0-679-31030-4.
5. ↑  “Caribbean Development Bank (CDB): Non-Regional Members”. 2012년 3월 30일에 원본 문서에서 보존된 문서. 2013년 1월 20일에 확인함.
6. ↑  “Economic Partnership Agreement between the CARIFORUM states, of the one Part, and the European Community and its member states, of the other part”. The European Union. 2009년 7월 21일에 원본 문서에서 보존된 문서. 2009년 4월 10일에 확인함.
7. ↑  “Barbados relations”. German Ministry of Foreign Affairs. 2009년 7월 5일에 확인함.
8. ↑  “Barbados reports decline in tourism”. 《Associated Press》. 2002년 2월 24일. 2009년 7월 6일에 확인함.
9. ↑  “'Bajan Beer' the art of Brewing at Banks”. 《Caribbean Today》. 1995. 2012년 10월 26일에 원본 문서에서 보존된 문서. 2009년 7월 6일에 확인함.
10. ↑  “Treaties”. Ministry of Foreign Affairs and Foreign Trade of Barbados. 2011년 7월 6일에 원본 문서에서 보존된 문서. 2009년 7월 5일에 확인함.
11. ↑  “Short-stay visa waiver agreements signed between EU and four Caribbean countries”. 《Caribbean NetNews Newspaper》. 2009년 5월 29일. 2009년 6월 4일에 확인함.[깨진 링크(과거 내용 찾기)]

## 같이 보기
- 독일의 대외 관계
- 바베이도스의 대외 관계